# Sistema de ligas de fútbol de Italia

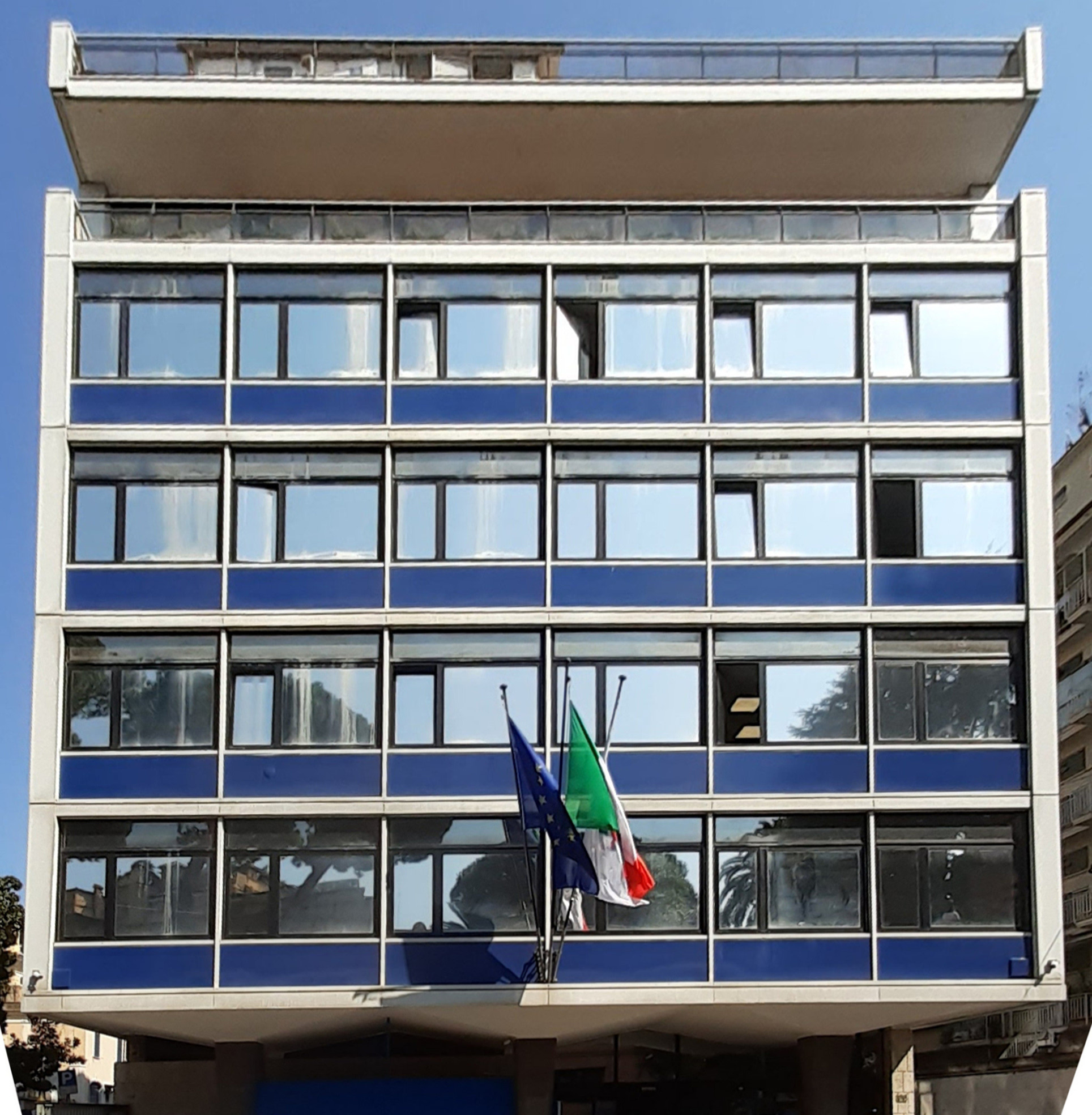
Sede de la FIGC en Roma, Italia.

El sistema de ligas de fútbol de Italia es una serie de ligas interconectadas, organizadas por la Federación Italiana de Fútbol, para los clubes de fútbol de Italia. Las competiciones se dividen y organizan en 9 niveles: los primeros tres son profesionales, mientras que los otros seis son de categoría amateur.
- La Lega Nazionale Professionisti Serie A organiza la máxima categoría del sistema futbolístico italiano, la Serie A;
- la Lega Nazionale Professionisti Serie B organiza el segundo nivel, la Serie B;
- la Lega Italiana Calcio Professionistico organiza la Serie C, el tercero y más bajo torneo profesional italiano.

Las tres ligas profesionales constan de un total de 100 entidades, lo que las convierte en el sector profesional más amplio del mundo. En cambio, los varios torneos a nivel amateur son organizados por la Lega Nazionale Dilettanti: la Serie D es la más importante competición no profesional y representa el cuarto nivel del fútbol italiano.
Este sistema cuenta con una modalidad de ascensos y descensos entre diferentes ligas en diferentes niveles, que permiten que incluso el club más pequeño pueda llegar a estar en el nivel más alto, la Serie A.
Cada participante de un torneo se enfrenta a los demás equipos en un sistema doble de todos contra todos, una vez en su estadio y otra en el de los contrincantes. Cada victoria entrega 3 puntos, 1 por cada empate y 0 por derrota.

## Organización
| Nivel         | Nivel         | División                                                | División                                                | División                                                | División                                                | División                                                | División                                                | División                                                | División                                                | División                                                | División                                                | División                                                | División                                                | División                                                | División                                                | División                                                | División                                                | División                                                | División                                                |
| ------------- | ------------- | ------------------------------------------------------- | ------------------------------------------------------- | ------------------------------------------------------- | ------------------------------------------------------- | ------------------------------------------------------- | ------------------------------------------------------- | ------------------------------------------------------- | ------------------------------------------------------- | ------------------------------------------------------- | ------------------------------------------------------- | ------------------------------------------------------- | ------------------------------------------------------- | ------------------------------------------------------- | ------------------------------------------------------- | ------------------------------------------------------- | ------------------------------------------------------- | ------------------------------------------------------- | ------------------------------------------------------- |
| Profesional 1 | Profesional 1 | Serie A 20 equipos                                      | Serie A 20 equipos                                      | Serie A 20 equipos                                      | Serie A 20 equipos                                      | Serie A 20 equipos                                      | Serie A 20 equipos                                      | Serie A 20 equipos                                      | Serie A 20 equipos                                      | Serie A 20 equipos                                      | Serie A 20 equipos                                      | Serie A 20 equipos                                      | Serie A 20 equipos                                      | Serie A 20 equipos                                      | Serie A 20 equipos                                      | Serie A 20 equipos                                      | Serie A 20 equipos                                      | Serie A 20 equipos                                      | Serie A 20 equipos                                      |
| Profesional 2 | Profesional 2 | Serie B 20 equipos                                      | Serie B 20 equipos                                      | Serie B 20 equipos                                      | Serie B 20 equipos                                      | Serie B 20 equipos                                      | Serie B 20 equipos                                      | Serie B 20 equipos                                      | Serie B 20 equipos                                      | Serie B 20 equipos                                      | Serie B 20 equipos                                      | Serie B 20 equipos                                      | Serie B 20 equipos                                      | Serie B 20 equipos                                      | Serie B 20 equipos                                      | Serie B 20 equipos                                      | Serie B 20 equipos                                      | Serie B 20 equipos                                      | Serie B 20 equipos                                      |
| Profesional 3 | Profesional 3 | Serie C grupo A 20 equipos                              | Serie C grupo A 20 equipos                              | Serie C grupo A 20 equipos                              | Serie C grupo A 20 equipos                              | Serie C grupo A 20 equipos                              | Serie C grupo A 20 equipos                              | Serie C grupo B 20 equipos                              | Serie C grupo B 20 equipos                              | Serie C grupo B 20 equipos                              | Serie C grupo B 20 equipos                              | Serie C grupo B 20 equipos                              | Serie C grupo B 20 equipos                              | Serie C grupo C 20 equipos                              | Serie C grupo C 20 equipos                              | Serie C grupo C 20 equipos                              | Serie C grupo C 20 equipos                              | Serie C grupo C 20 equipos                              | Serie C grupo C 20 equipos                              |
| Amateur 1     | Amateur 1     | Serie D grupo A 19 equipos                              | Serie D grupo A 19 equipos                              | Serie D grupo B 20 equipos                              | Serie D grupo B 20 equipos                              | Serie D grupo C 20 equipos                              | Serie D grupo C 20 equipos                              | Serie D grupo D 18 equipos                              | Serie D grupo D 18 equipos                              | Serie D grupo E 18 equipos                              | Serie D grupo E 18 equipos                              | Serie D grupo F 18 equipos                              | Serie D grupo F 18 equipos                              | Serie D grupo G 18 equipos                              | Serie D grupo G 18 equipos                              | Serie D grupo H 18 equipos                              | Serie D grupo H 18 equipos                              | Serie D grupo I 17 equipos                              | Serie D grupo I 17 equipos                              |
| Amateur 2     | Amateur 2     | Eccellenza (29 grupos regionales, 474 equipos)          | Eccellenza (29 grupos regionales, 474 equipos)          | Eccellenza (29 grupos regionales, 474 equipos)          | Eccellenza (29 grupos regionales, 474 equipos)          | Eccellenza (29 grupos regionales, 474 equipos)          | Eccellenza (29 grupos regionales, 474 equipos)          | Eccellenza (29 grupos regionales, 474 equipos)          | Eccellenza (29 grupos regionales, 474 equipos)          | Eccellenza (29 grupos regionales, 474 equipos)          | Eccellenza (29 grupos regionales, 474 equipos)          | Eccellenza (29 grupos regionales, 474 equipos)          | Eccellenza (29 grupos regionales, 474 equipos)          | Eccellenza (29 grupos regionales, 474 equipos)          | Eccellenza (29 grupos regionales, 474 equipos)          | Eccellenza (29 grupos regionales, 474 equipos)          | Eccellenza (29 grupos regionales, 474 equipos)          | Eccellenza (29 grupos regionales, 474 equipos)          | Eccellenza (29 grupos regionales, 474 equipos)          |
| Amateur 3     | Amateur 3     | Promozione (53 grupos regionales, 870 equipos)          | Promozione (53 grupos regionales, 870 equipos)          | Promozione (53 grupos regionales, 870 equipos)          | Promozione (53 grupos regionales, 870 equipos)          | Promozione (53 grupos regionales, 870 equipos)          | Promozione (53 grupos regionales, 870 equipos)          | Promozione (53 grupos regionales, 870 equipos)          | Promozione (53 grupos regionales, 870 equipos)          | Promozione (53 grupos regionales, 870 equipos)          | Promozione (53 grupos regionales, 870 equipos)          | Promozione (53 grupos regionales, 870 equipos)          | Promozione (53 grupos regionales, 870 equipos)          | Promozione (53 grupos regionales, 870 equipos)          | Promozione (53 grupos regionales, 870 equipos)          | Promozione (53 grupos regionales, 870 equipos)          | Promozione (53 grupos regionales, 870 equipos)          | Promozione (53 grupos regionales, 870 equipos)          | Promozione (53 grupos regionales, 870 equipos)          |
| Amateur 4     | Amateur 4     | Prima Categoria (102 grupos regionales, 1573 equipos)   | Prima Categoria (102 grupos regionales, 1573 equipos)   | Prima Categoria (102 grupos regionales, 1573 equipos)   | Prima Categoria (102 grupos regionales, 1573 equipos)   | Prima Categoria (102 grupos regionales, 1573 equipos)   | Prima Categoria (102 grupos regionales, 1573 equipos)   | Prima Categoria (102 grupos regionales, 1573 equipos)   | Prima Categoria (102 grupos regionales, 1573 equipos)   | Prima Categoria (102 grupos regionales, 1573 equipos)   | Prima Categoria (102 grupos regionales, 1573 equipos)   | Prima Categoria (102 grupos regionales, 1573 equipos)   | Prima Categoria (102 grupos regionales, 1573 equipos)   | Prima Categoria (102 grupos regionales, 1573 equipos)   | Prima Categoria (102 grupos regionales, 1573 equipos)   | Prima Categoria (102 grupos regionales, 1573 equipos)   | Prima Categoria (102 grupos regionales, 1573 equipos)   | Prima Categoria (102 grupos regionales, 1573 equipos)   | Prima Categoria (102 grupos regionales, 1573 equipos)   |
| Amateur 5     | Amateur 5     | Seconda Categoria (152 grupos regionales, 2198 equipos) | Seconda Categoria (152 grupos regionales, 2198 equipos) | Seconda Categoria (152 grupos regionales, 2198 equipos) | Seconda Categoria (152 grupos regionales, 2198 equipos) | Seconda Categoria (152 grupos regionales, 2198 equipos) | Seconda Categoria (152 grupos regionales, 2198 equipos) | Seconda Categoria (152 grupos regionales, 2198 equipos) | Seconda Categoria (152 grupos regionales, 2198 equipos) | Seconda Categoria (152 grupos regionales, 2198 equipos) | Seconda Categoria (152 grupos regionales, 2198 equipos) | Seconda Categoria (152 grupos regionales, 2198 equipos) | Seconda Categoria (152 grupos regionales, 2198 equipos) | Seconda Categoria (152 grupos regionales, 2198 equipos) | Seconda Categoria (152 grupos regionales, 2198 equipos) | Seconda Categoria (152 grupos regionales, 2198 equipos) | Seconda Categoria (152 grupos regionales, 2198 equipos) | Seconda Categoria (152 grupos regionales, 2198 equipos) | Seconda Categoria (152 grupos regionales, 2198 equipos) |
| Amateur 6     | Amateur 6     | Terza Categoria (143 grupos provinciales, 1901 equipos) | Terza Categoria (143 grupos provinciales, 1901 equipos) | Terza Categoria (143 grupos provinciales, 1901 equipos) | Terza Categoria (143 grupos provinciales, 1901 equipos) | Terza Categoria (143 grupos provinciales, 1901 equipos) | Terza Categoria (143 grupos provinciales, 1901 equipos) | Terza Categoria (143 grupos provinciales, 1901 equipos) | Terza Categoria (143 grupos provinciales, 1901 equipos) | Terza Categoria (143 grupos provinciales, 1901 equipos) | Terza Categoria (143 grupos provinciales, 1901 equipos) | Terza Categoria (143 grupos provinciales, 1901 equipos) | Terza Categoria (143 grupos provinciales, 1901 equipos) | Terza Categoria (143 grupos provinciales, 1901 equipos) | Terza Categoria (143 grupos provinciales, 1901 equipos) | Terza Categoria (143 grupos provinciales, 1901 equipos) | Terza Categoria (143 grupos provinciales, 1901 equipos) | Terza Categoria (143 grupos provinciales, 1901 equipos) | Terza Categoria (143 grupos provinciales, 1901 equipos) |